# Giorgio Biavati
Giorgio Biavati (Bologna, 5 novembre 1939) è un attore italiano.

## Biografia
Nel 1982 fa il suo debutto nel cinema con Testa o croce di Nanni Loy. In seguito lavora con Pupi Avati in Ultimo minuto, con Dino Risi in un episodio del film Quattro storie di donne, e con Berto Pelosso in Non più di uno. Lavora nel 1990 con Peter Del Monte in Tracce di vita amorosa, Cacciatori di navi di Folco Quilici e L'autostop (Elegia russa) di Nikita Sergeevič Michalkov.
Recita in Mutande pazze di Roberto D'Agostino e in Nero come il cuore di Maurizio Ponzi, entrambi del 1991. Lavora anche in televisione in sceneggiati come La freccia nera, regia di Anton Giulio Maiano a spettacoli quali Trasmissione forzata e Coppia aperta, quasi spalancata di Dario Fo, L'isola dei due arcobaleni di Sergio Sollima, La storia di Chiara, L'avvocato delle donne e Il nostro piccolo angelo di Andrea Frazzi e Antonio Frazzi, e Cena a sorpresa di Marco Mattioli.
Dopo aver frequentato l'Accademia del Piccolo Teatro di Milano, rimane in questo teatro come attor giovane lavorando con Raffaele Maiello, dove ottiene un successo particolare in Patatine di contorno con cui farà una tournée in Inghilterra. Lavora quindi con Klaus Gruber, Alberto Negrin, Alberto Sironi e Giorgio Strehler.
Con la propria Compagnia mette in scena La locandiera, Enrico VIII, Il cappello pieno di pioggia e L'Alcalde di Zalamea.
Per 10 anni è in tournée con Dario Fo con uno spettacolo di successo dove è protagonista insieme a Franca Rame in Coppia aperta.
Al Teatro Stabile di Trieste lavora con Kosta Spaich, Krzystof Zanussi e ne La Bottega del caffè di Rainer Werner Fassbinder.
Per 9 anni ha lavorato nella famosa soap opera Vivere nel ruolo di Giovanni Bonelli, con Paolo Calissano, Brando Giorgi, Annamaria Malipiero, Alessandro Preziosi, Edoardo Siravo, Patrizio Pelizzi, Mavi Felli, Gabriele Greco, Davide Silvestri, Fabio Mazzari, Lorenzo Ciompi ed Elisabetta De Paolo.
Nel 2008 ha interpretato il ruolo de "Il Monaco" nel film intitolato Mandala - Il simbolo, scritto e diretto da Max Leonida. Nel gennaio 2020 esce il suo primo libro "Rispettati ragazzo" - editore Bastogilibri.

## Filmografia

### Cinema
- Ultimo minuto, regia di Pupi Avati (1987)
- Tracce di vita amorosa, regia di Peter Del Monte (1990)
- Non più di uno, regia di Berto Pelosso (1990)
- L'autostop (Elegia russa), regia di Nikita Sergeevič Michalkov (1991)
- Mutande pazze, regia di Roberto D'Agostino (1992)
- Io no spik inglish, regia di Carlo Vanzina (1995)
- Mandala - Il simbolo, regia di Max Leonida (2008)
- Gocce di luce, regia di Silvia Monga (2020)

### Televisione
- Processi a porte aperte - Serie televisiva, episodio 1x07 (1968)
- La freccia nera, regia di Anton Giulio Majano - Miniserie televisiva (1968-1969)
- Le cinque giornate di Milano, regia di Leandro Castellani - Miniserie televisiva (1970)
- Extra, regia di Daniele D'Anza - Miniserie televisiva (1976)
- Paganini, regia di Dante Guardamagna - Miniserie televisiva, episodio 1x04 (1976)
- L'ultimo aereo per Venezia, regia di Daniele D'Anza - Miniserie televisiva, episodi 1x05, 1x06 e 1x07 (1977)
- Madame Bovary, regia di Daniele D'Anza - Miniserie televisiva (1978)
- Racconti fantastici, regia di Daniele D'Anza - Miniserie televisiva, episodio 1x04 (1979)
- Gabriella e l'extraterrestre, regia di Vittorio Barino - Miniserie TV (1979)
- Aeroporto internazionale - Serie televisiva, episodio 1x04 (1985)
- Carla, episodio di Quattro storie di donne, regia di Dino Risi - Miniserie televisiva (1989)
- Cacciatori di navi, regia di Folco Quilici - Film tv (1990)
- Nero come il cuore, regia di Maurizio Ponzi - Film tv (1994)
- Il nostro piccolo angelo, regia di Andrea e Antonio Frazzi - Film tv (1997)
- Il dono di Nicholas (Nicholas' Gift), regia di Robert Markowitz - Film tv (1998)
- Vivere - Soap opera (1999-2008)
- Vento di ponente - Serie televisiva (2002-2003)
- Mal'aria, regia di Paolo Bianchini - Film tv (2009)